# Bertuccioli
Bertuccioli je priimek več oseb: 
- Arturo Bertuccioli, italijanski nogometaš
- Giovanni Battista Bertuccioli, italijanski rimskokatoliški škof